# Diplopterys bahiana
Diplopterys bahiana är en tvåhjärtbladig växtart som beskrevs av W.R.Anderson och C.Davis. Diplopterys bahiana ingår i släktet Diplopterys och familjen Malpighiaceae. Inga underarter finns listade i Catalogue of Life.